# Hermann Marggraff
Hermann Marggraff (Züllichau, 1809. szeptember 14. – Lipcse, 1864. február 11.) német író, újságíró és irodalomkritikus.

## Pályája
Berlinben filológiai tanulmányokat végzett. 1836–38-ban a Berliner Konversationsblatt-ot szerkesztette, majd Lipcsében, Münchenben és Frankfurtban élt mint hírlapíró, 1853-ban pedig átvette a lipcsei Blätter für litterarische Unterhaltung szerkesztését.

## Munkái

### Humorisztikus regényei
- Justus und Chrysostomus, Gebrüder Pech (1840)
- Johannes Mackel (1841)
- Fritz Beutel (1857)

### Népies zamatú költeményei
- Gedichte (1857)
- Balladenchronik (Leipzig, 1862)

### Tragédiái
- Heinrich IV. (1837)
- Das Täubchen von Amsterdam (1839)
- Elfride (1841)